# 가동교
가동교(可動橋)는 배나 바지선이 안전하게 지날 수 있도록 설계된 다리이다. 다리를 낮게 짓는 대신 배가 지나갈 때 다리가 움직일 수 있도록 하면 다리를 높게 짓는 것보다 비용을 절감할 수 있다는 효과가 있다. 단점은 배의 통행을 위해 다리가 열릴 때 다리 위를 지나던 자동차나 보행자가 배가 지나갈 때까지 기다려야 한다는 것이다.

## 가동교의 종류
- 도개교 - 배가 지나갈 때, 다리가 한쪽 또는 양쪽으로 들어올려져 통행이 가능하도록 만든 다리이다.
- 접식교 - 다리가 여러 마디로 나뉘어 있어 배가 지나갈 때, 한쪽으로 접히는 형식의 다리이다.
- 전접교 - 다리가 여러 마디로 나뉘어, 배가 지나갈 때 한쪽으로 말리는 형식의 다리이다.
- 승개교 - 배가 지나갈 때, 다리가 다리기둥에 설치된 기둥을 타고 위아래로 오르내리는 다리이다.
- 탁자교 - 승개교와 유사하나, 교각 안에 있는 기둥에 의해 상판이 오르내리는 다리이다.
- 수납교 - 배가 지날 때 한쪽으로 상판을 수납하는 형식의 다리이다.
- 전개교 - 도개교와 유사하나, 가동부에 축 대신 래크와 피니언을 사용하는 다리이다.
- 잠수교 - 배가 지날 때 상판이 물 밑으로 가서 배가 지나갈 공간을 확보하는 다리이다.
- 선회교 - 상판이 기둥에 설치된 피벗 구조물을 중심으로 회전하는 다리이다.
- 운반교 - 케이블카 같은 구조로 차량 등을 실어 옮기는 다리이다.

일엽 도개교
이엽 도개교
접식교
전접교
승개교
탁자교
수납교
전개교
잠수교
비경교
선회교
운반교

## 같이 보기
- 베일리교
- 부교